# Distretto centrale (Riga)
Il distretto Centrale è una divisione amministrativa di Riga; al 1º gennaio 2017 contava 23 870 abitanti.
Venne istituito il 1º settembre 1941 con il nome di  Kirov ed ha assunto il nome attuale il 28 dicembre 1990, durante il Terzo risveglio nazionale lettone.